# 民眾日報
民眾日報創立於1950年，為台灣的綜合性日報，與《台灣時報》、《台灣新聞報》並稱「南台灣三大報」，總社設在高雄市三民區。《民眾日報》1950年由李瑞標創立於基隆市，由於資金不穩，屢傳易主。1953年，《民眾日報》受到基隆市政府控告，發生過經營權和發行權的爭奪事件，之後由李哲朗出任董事長，並於1978年將報社總部遷往高雄市，成立「民眾日報社股份有限公司」。

## 簡史

### 李瑞標、李哲朗時期

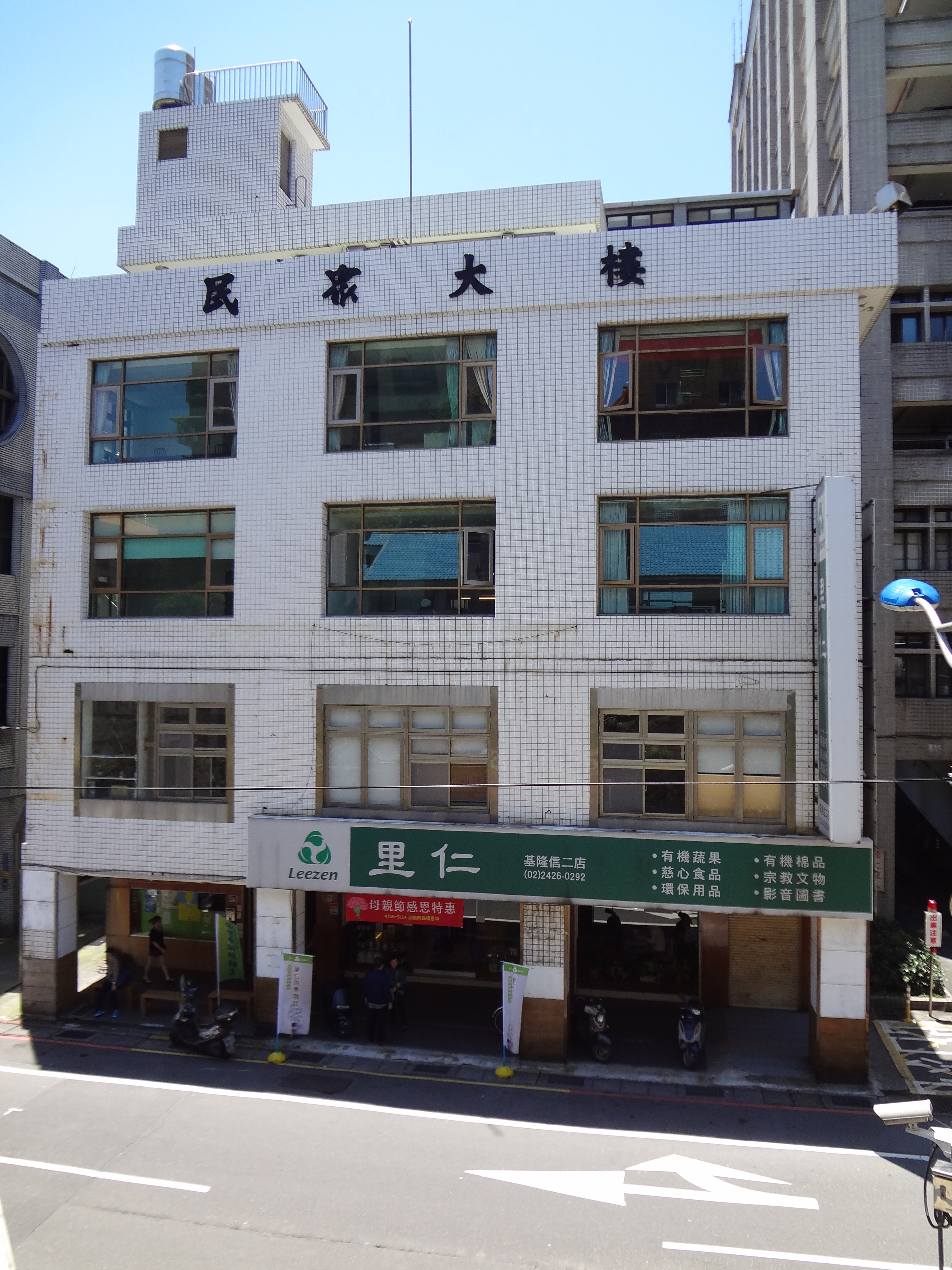
基隆市信二路「民眾大樓」曾是《民眾日報》總社

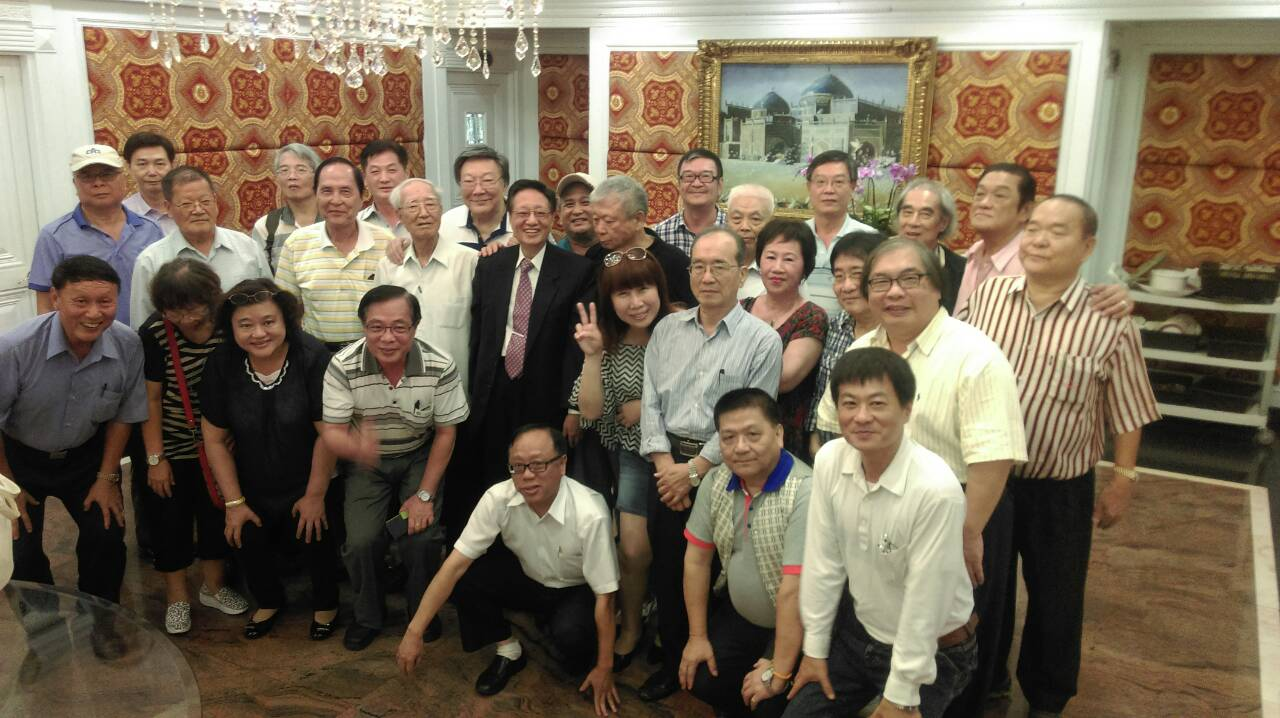
2015年9月5日民眾日報李哲朗時代的老幹部聚餐時合照。

《民眾日報》報導的立場是擔任民眾與政府的橋樑；但是在台灣戒嚴時期，《民眾日報》也常因報導有關黨外運動、中國共產黨與鄉土等當時被認為是敏感性的新聞，因此三不五時就會受到中國國民黨中央委員會文化工作會（文工會）、臺灣警備總司令部等機關的新聞檢查。1957年，該報編輯林振霆 因報導五二四事件被判處無期徒刑，最後坐牢27年才出獄。

1978年《民眾日報》南遷高雄市之後力求蛻變，成立「言論部」網羅堅強的主筆群，以尖銳的政治敏感議題衝撞戒嚴體制，並大膽起用台灣原住民排灣族的林德義挑樑主編政治新聞版，主筆群更適時反映輿情批評時政，頗獲基層民眾肯定讚譽，於是迅速竄起並號稱為當時台灣的第三大報。

1985年6月7日，《民眾日報》刊登美國特派員黃學榮發回的新聞報導「中共將繼續走開放路線，反對超級強國欺侮小國　趙紫陽訪英公開抨擊美蘇兩大集團」、「三十位旅美前國軍將領建議政府：取消戒嚴令另訂他法，正視省議員集體辭職」 等新聞，被高雄市政府以《出版法》第40條第1項規定勒令停刊：「貴報本（六）月七日所刊載的第一版頭條新聞，因標題及內容顯然違反國策，有為匪張目之嫌，自本（六）月十日起裁處停刊七天。」由當時的高雄市長蘇南成具名，發出停刊7日處分的行政命令。
1997年，《民眾日報》總編輯李旺台（1999年時任民主進步黨副秘書長兼文宣部主任）因為處理宋楚瑜請辭台灣省長一事未能「完全擁宋」，而被李哲朗解聘。台灣新聞記者協會對此次事件表示抗議，並要求該報勿受政治干預。李旺台對宋楚瑜的新聞處理，與當時的報社高層政策不合；李旺台則認為，此事應與宋楚瑜辭職風波有關，所以先行辭職。這是李哲朗第一次開除與自己有意見衝突的員工，該報數位高層皆對此避談、人人自危。

### 東森時期
《民眾日報》進入1990年代後，面臨報業不景氣的問題。2000年2月，東森媒體集團投資《民眾日報》。2001年，《民眾日報》經營權被轉售給東森媒體集團，由蔡豪擔任社長。在東森時期，該報發行量為21萬6000份上下，讀者大多數分布於台灣中南部地區，年齡層散佈30至50歲的高消費力客群，遍及全國。《民眾日報》也曾連續兩年獲得行政院新聞局頒發最佳淨化新聞媒體獎。
2007年5月1日，《民眾日報》103位員工遭資遣，等了兩個月都領不到資遣費；《民眾日報》員工因此將前董事長王世均（原名王親雄）告上高雄市政府勞工局，並質疑王世均涉嫌掏空《民眾日報》。2007年7月4日，《民眾日報》勞資雙方首度召開協調會，王世均承諾資方會在7月16日及7月30日給付所有遭資遣員工總計新台幣1631萬元的資遣費。

### 林文雄時期
2007年5月，繼任董事長林文雄接掌《民眾日報》，該報共有36個地方版，地方版面居台灣各大平面媒體之首，除了區域性報導比重增加之外，現在已調整為全國發行。2009年4月10日，當日新聞指出，廈門《海峽導報》將與《民眾日報》以互換版面方式合作。初步將以兩岸的旅遊介紹、風土民情為主要內容，最快預計在該年4月13日就可以看到跨海合作新聞。同年5月19日，《民眾日報》董事長、社長參訪中新社，雙方就傳媒發展及新聞業務合作進行交流，目前已達成初步合作共識。
2009年底，《民眾日報》開始發行免費周報，已發放地點為桃園、宜蘭 兩地。

### 蔡豪時期

#### 再次爭奪經營權
2010年5月1日下午，《民眾日報》編輯部遭幾位不明人士闖入，強行搬走電腦、伺服器，報社員工指稱該等人士係由屏東縣議員蔡豪帶領。事後，蔡豪透過服務處助理否認。但該報副社長張弘光公布當日攝錄畫面，影像證實確是蔡豪人馬所為。2010年5月4日，《民眾日報》無宣布停刊。

#### 商標權之爭奪過程
2010年4月30日，自稱擁《民眾日報》所有權的蔡豪率人進入報社，並以「董事長蔡豪、社長林文雄」名義，以簡訊通知所有一級主管將在5/1日下午4:30召開社務會議，蔡豪則以總社總機逐一打電話邀請各地特派員下午5:30 參加特派員會議；同時要求總編輯更改報頭，將董事長名字改為蔡豪。但在台北印刷廠遭到王世均人馬改為「董事長王世均」，《民眾日報》商標權 之爭全面爆發。
2010年5月1日14:00，蔡豪率員強行進入位於高雄市三民區自由一路80號6樓的《民眾日報》總社。該報副社長張弘光接受王世均委託擔任代理人，全權處理現場相關權益之主張，並向高雄市政府警察局三民分局十全派出所備案。
15:30，張弘光與蔡豪在該報樓下協商，在十全派出所所長許慶雄的見證下，蔡豪承諾維持《民眾日報》正常經營、出報，並請蔡以不破壞報社設備為原則，進入報社。
16:30，蔡豪向所有到場的一級主管、編輯部所有人員宣稱，他入主《民眾日報》後，人事維持正常不變，且對所有人員加薪10％。
17:30，蔡豪則對全國出席特派員會議的主管表示，將會持續正常出報，希望各地特派員集合起來與他繼續合作。會後，編輯部均正常作業。
18:30，王世均委請律師到場強勢宣示擁有《民眾日報》所有權，並控告蔡豪等人違法侵入總社。
同日晚間，王世均人馬與蔡豪人馬在台北、高雄兩地印刷廠相互攔截報紙，造成《民眾日報》有史以來，北廠報頭出現董事長王世均，南廠報頭出現董事長吳鎮生（愛鄉大製作公司董事長暨蔡豪辦公室主任），而蔡豪宣稱《民眾日報》已由愛鄉大製作負責未來營運的雙包案。
2010年5月2日，蔡豪「威脅」總編輯周福來，令他通知所有編輯部人員停止上班，至於何時恢復上班，再另行通知。蔡豪更率人員進入報社，將伺服器、編輯部PC主機等設備強行搬走，以致各地新聞無法正常傳送。當日晚間八點多，蔡以簡訊通知各地方特派員，表示「本人決心經營民眾日報，現全力整頓中，3 至5 天重新復刊，請各位放心」等語。王世均在台北印刷廠仍找來臨時編排人員發行版面2大張，但在發送前往南部時，遭到蔡豪等人攔截，導致發報系統、供應鏈同時癱瘓。
2010年5月3日，王世均人馬及民眾報業員工，全力恢復高雄總社，然編輯部人員因受到「恐嚇」 不敢上班，各人並將所屬的物品打包回家，以免捲入紛爭。
2010年5月4日，員工發起自救運動，宣佈成立《新·民眾日報》，希望打擊財團與黑色暴力，更呼籲真正擁有商標權的人出面提告，也同時希望政府正視這樁暴力危害媒體的事件。

#### 林文雄方面
2010年5月4日，前《民眾日報》董事長林文雄說：
|          | 三年前，民眾日報陷入經營危機，在風雨飄搖中，我以中南部9縣市的單位負責人，挺身而出全面承接民眾日報。自此，我每天奔波，全國跑透透，將原本已經不再發行、沒有採訪人員的縣市，建立據點，誓言恢復民眾日報過去全國發行的大報。 終於皇天不負苦心人，在我團隊的支持下，民眾日報擁有全國最多的地方版。我尊重新聞專業，從未干涉任何新聞報導。上至總編輯、主筆、專欄作家、各地特派員、記者都有暢所欲言的言論發揮空間，正是希望找回民眾日報原有「報導真相、說真話」的核心價值。 經過努力，也是我最引以為傲的：民眾日報擁有36個地方版面，是全國大報中所做不到的。我也積極推動兩岸與國際媒體的新聞交流，獲得各方認同。 就在民眾日報業務擺脫過陰霾、業務蒸蒸日上之際，原本被棄如敝屣的民眾日報突然變成各方人馬覬覦的目標。為了報社的榮譽、員工的工作權，我非常願意繼續經營這份報紙。但是這次商標權之爭，讓我陷入無奈的困境，有苦難言。 眼看報社陷入癱瘓的危機，我著急的昏倒了，被送往醫院急救。醒來後，看到我苦心經營的報社一片狼籍，心情全然崩潰。我感慨：自己長期致力於維護社會公平正義的的媒體，居然無力保護員工免於暴力恐嚇；對政府公權力不彰，我無言以對。 |
| ——林文雄 | |

#### 員工方面
由《民眾日報》員工自力救助所成立之《新·民眾日報》，在該報2010年5月4日頭條訊息曾表示：
|                       | 【本報訊】由於前立委、現任屏東縣議員蔡豪，及曾經為蔡豪辦公室主任的王世均，皆各自宣稱擁有民眾日報的商標權，引發暴力進入民眾日報總社、強奪民眾日報的電腦主機事件，連日來爭議，致使民眾日報被迫面臨停刊的危機。 民眾日報員工決定採取自救行動，宣佈成立「NEW民眾日報」，藉以凸顯這樁台灣媒體報業遭到財團、暴力脅迫而停刊，政府公權力至今沒有介入的真相。 民眾日報於1950年9月5日於基隆創刊，1978年搬遷至高雄，向以「強調台灣本土化，鼓吹南北平衡」為辦報宗旨。台灣在報禁開放之後，報業進入惡性競爭時代，民眾日報同樣面臨嚴重威脅與挑戰而幾度易手。西元2000年2月1日由東森媒體集團接手，然民眾日報經營仍未見起色，同時收掉宜花東、澎湖的發行據點，致民眾日報陷入經營危機。 3年前，當時擔任民眾日報股份有限公司董事長的王世均，找來在鹿港辦報起家的林文雄出面承接經營，並將民眾日報商標租給林文雄，讓民眾日報得以持續經營至今。 由於台灣經濟發展及報業經營長期陷入經營困頓的環境，林文雄與王世均於是商議僅承租3年，期限到今年4月30日為止。此一期間，林文雄慘澹經營，但仍將重新恢復宜花東及澎湖的發行，讓民眾日報成為台灣第五大的全國性平面媒體。近年則進一步開拓兩岸及國際的新聞交流，逐漸讓民眾日報恢復生機。林文雄於是決定繼續經營民眾日報，並期望買下民眾日報的商標權。 就在與王世均協調商標權的過程中，蔡豪出面聲稱自己才是民眾日報的董事長，而王世均只是他的手下，要求林文雄與之洽談商標權買賣問題。致林文雄莫衷一是，多次希望蔡豪與王世均應釐清相關權利。惟王世均始終未曾出面，僅透過律師處理，讓外界無從釐清2人關係，更不清楚真正董事長到底是誰。 嚴重衝突於是在4月30日正式爆發（詳見事件時間表），自稱是民眾日報董事長的蔡豪召集民眾員工開會，表示過去民眾日報有一團爛帳，因此決定要自己來經營，繼續辦下去。不料，蔡豪竟又在5月1日臨時宣布將民眾日報停刊，將辦公室電腦一搬而空，留下錯愕的員工，無法編版作業。 據了解，蔡豪進入民眾日報強行搬走辦公室電腦主機的當時，高雄市警方亦出動人員在場，面對蔡豪的強勢作為，絲毫無法阻止其有如強盜行徑的作為，讓員工們各個心生恐懼。不僅編輯人員不敢上班，即使前往上班的小部分員工，每個人都相當害怕再遭恐嚇。 在此，我們要強烈譴責暴力介入媒體經營，更要譴責政府公權力不彰。 |
| ——《新·民眾日報》報訊 | |

#### 事件終結
2010年5月26日，張弘光表示，當初成立「NEW民眾日報」是想緩解經營權的問題，不要影響到報社的正常運作。之後，《新·民眾日報》將會與現有報紙回歸成一體，並由張弘光繼續負責兩岸新聞報導的部分。

### 一通事業集團時期(2013年2月~2014年6月)
一通事業集團 （页面存档备份，存于）在2012年買下民眾日報的所有股權，並於2013年2月正式接手民眾日報的經營，根據台灣經濟部商業司的公司登記，民眾日報目前的資本額為新台幣4億4千萬元，一通事業集團持有《民眾日報》100％的股權，董事長為集團內推出的法人代表劉兩源。

除了董事長之外，一通事業集團接手民眾日報之後，發行人為詹亢戎，社長為彭仁岡，總經理為蔡雲夤，執行副總編輯為台灣原住民排灣族的林德義，大台北分社長余金來，大台中分社長諸葛志一、大台南分社長王子獄、大高雄分社長為陳明成。

民眾日報的編輯採訪方針，如今除了採取一貫深耕地方的策略，分別推出「大台北版」、「大台中版」以及「大高雄版」，以強化、深入在地新聞的報導，與基層地方民眾緊密結合。另外，在兩岸關係益加密切之際，民眾日報更積極建構媒體的資訊平台，以利增進兩岸民眾的正確資訊交流與健康正面互動。

民眾日報在一通事業集團的主導下，由於採取了和台灣其他主要報紙不同的編採策略，不僅已經走出以往的營運陰霾，在2013年8月甚至已經宣告轉虧為盈，2013年9月更為了擴大服務面，將總社搬遷至高雄市中心。

1986年間民眾日報在台灣媒體界率先使用電腦排版系統，一通事業集團接手經營民眾日報後，積極提升媒體的服務質量，電子媒體『民眾網』www.mypeople.tw於是在2014年正式上線！

紙本的民眾日報成為民眾網 （页面存档备份，存于）多媒體服務平台的一環，『民眾網』呈現豐富多元的服務內容，同時與推特g+等社群網站，及臉書粉絲團（Facebook）串聯，使讀者更易於分享，只需在網頁上按「讚」，內容即可轉貼在自己的網路社群上。

『民眾網』的內容一律採用RSS通用格式，也建立了專屬的app提供下載，可以讓讀者網友輕鬆、即時、安全的取得並分享精彩的文章。

『民眾網』更與目前的主流入口網站（如yahoo雅虎奇摩、ETtoday東森新聞雲）及影視媒體(台視、華視)等結盟，也跟大陸的新華社、央廣、中新社、海峽導報…等合作，將來會逐步的擴大服務範圍及規模，讓民眾日報一貫為民眾服務的理念，落實在網路媒體上。

由於一通科技公司既不是財團，又沒有政治黨派的背景，未來民眾日報的言論及編採方向將貫徹「民眾日報，擁抱民眾。深耕地方，壯大台灣」的宗旨，並積極扮演「為民眾喉舌，做政府諍友」之角色，持續善盡大眾傳播媒體之社會責任。

### 民眾傳播事業有限公司時期（2014年7月－）
2014年7月由從媒體基層歷練，業採經驗豐富的蔡雲夤，以民眾傳播事業有限公司的名義接手經營民眾日報（所有權仍屬一通事業集團），並繼續任用台灣原住民排灣族的資深媒體人林德義為總編輯，仍然採取一貫深耕地方的策略，強化並深入在地新聞的報導，更與基層地方民眾緊密結合，目前在台灣各縣市除了佈建有特派員及資深的記者在地採訪外，甚至於偏遠的鄉鎮也有第一線的採訪記者扎根經營。
團隊陣容網羅了包括副社長兼北區分社長余金來（曾任桃園縣新聞記者公會理事長）、中區分社長諸葛誌一（曾任中華日報特派員）、高雄分社長陳明成（現任大高雄記者公會理事長）等媒體菁英。 
而民眾日報的大本營南部地區，除了原有的新聞團隊之外，也引進並重用諸如雲林特派員梁震坤（現任雲林縣新聞記者公會理事長）、高雄特派記者盧鴻霖（現任高雄大眾傳播公會理事長）以及曾在聯合報、中國時報…等知名媒體退而不休或挖角禮聘而來的資深新聞從業老將。

## 假民調事件
2010年11月1日上午，民進黨高雄市長參選人陳菊競選總部發言人趙天麟、李昆澤、陳啟昱召開記者會，針對近日所公布主流媒體民調呈現陳菊穩定保四成以上的趨勢，但無黨籍高雄市長參選人楊秋興陣營從初選到大選一再誣指陳菊陣營做「假民調」，請楊秋興不要「打人喊救人」。李昆澤表示，楊秋興近日最愛引述的是《民眾日報》10月12日發布的民調，而在這份民調中，陳菊的支持度顯然與各家媒體民調的4成近5成差距過大。各家民調難免有所差異，但是《民眾日報》民調與同一期間內與其他調查差距竟能均達到12~15%。李昆澤也指出，《民眾日報》民調聲稱委託國立中山大學執行，但只籠統寫出校名，卻未寫出是哪個系所、中心或研究單位所作，與媒體民調報導慣例大不同。李說，民調的執行關係到國立中山大學的學術聲譽，期待執行單位能出面說明。
根據《民眾日報》民調，楊秋興的支持者多來自藍營和中間選民，尤其在政黨支持部分，國民黨支持者支持他的比例(29.1%)居然高過支持國民黨參選人黃昭順(23.9%)的比例。民調顯示，國民黨支持者對楊秋興有所期待，並希望他能顛覆綠軍執政的傳統。
楊秋興競選總部日前宣稱根據「民眾日報委託中山大學」執行民調，他與陳菊民調支持率相差不到十％。中山大學民意調查研究中心主任印永翔馬上澄清，否認接受委託並表示不解，並希望外界勿冒用單位名稱。選舉民調滿天飛，大高雄市長候選人陳菊、楊秋興和黃昭順為真假民調咬成一團！菊批秋引用假民調，信用破產；秋反批：「陳菊連九一九行程都講不清楚，她還有誠信嗎？」黃昭順則抨擊：秋、菊聯手操作假民調，企圖用棄保方式裂解國民黨。

## 重大事件
- 邱國禎《台灣白色恐怖檔案》
  - 戒嚴後第一件報紙被停刊案 （页面存档备份，存于）
  - 《民眾日報》也遭停刊迫害 （页面存档备份，存于）
- 鄭太吉－搗毀民眾日報屏東分社
- 《新新聞》514期：民眾日報總編輯李旺台突然被免職的內幕：報老闆不滿未完全擁宋 民眾日報總編輯突遭解職。

## 其他相關
- 《民眾日報》東南文學獎[41]

## 任職或著名人物
- 陌上桑 （页面存档备份，存于） － 本名郭俊雄，《民眾日報》〈鹿鼎集〉專欄作家
- 林德義－ 排灣族人，曾任《民眾日報》總編輯，2021年病逝
- 黃爾璇
- 桑品載
- 陳黎陽
- 施明雄 － 小說體中篇小說《打狗港風雲》在《民眾日報》副刊發表
- 沈智慧
- 林忠正
- 蔡玉真
- 葉子妹
- 張昭雄
- 鍾肇政
- 吳錦發 － 台灣作家，高雄市美濃區客家人，曾任《民眾日報》副刊主編。
- 胡鴻仁 － 曾任《民眾日報》社長[42]。

## 外部連結
- 瞿海源學術資訊網:
  - 民眾日報_新聞歷史列表[永久]
- 《銘報新聞》:
  - 東森併購民眾日報與力霸房屋
  - 大成報與民眾日報合作擴展市場
  - 報禁解除二十週年　學界業界座談展望未來[永久]
- 再次經營權之爭:
  - 目擊者電子報-NO.17（誰，在乎民眾日報?） （页面存档备份，存于）
- 不實報導：
  - 民眾日報民調76.3%未表態　秋菊順競爭空間仍大 （页面存档备份，存于）
  - 大高雄真假民調　菊秋順咬成一團 （页面存档备份，存于）
  - 碩天科技：澄清民眾日報電子報報導